# Dysauxes bisjuncta
Dysauxes bisjuncta là một loài bướm đêm thuộc phân họ Arctiinae, họ Erebidae.